# Турчок
Турчок (словац. Turčok) — село, громада в окрузі Ревуца, Банськобистрицький край, Словаччина. Населення — 295 осіб (за оцінкою на 31 грудня 2017 р.).
Вперше згадується в 1427 році. Протікає річка Турчок.
Прапор складається з 5 вертикальних смуг: біла, червона, товста жовта в центрі, біла, червона.

## Транспорт
Автошлях 2842 (Cesty III. triedy) 

## Населення
| Рік:            | 1994. | 2004.   | 2014.    | 2024.   |
| --------------- | ----- | ------- | -------- | ------- |
| Кількість осіб: | 230   | 239     | 274      | 278     |
| Різниця:        |       | +3,91 % | +14,64 % | +1,45 % |

| Рік:            | 2023. | 2024.   |
| --------------- | ----- | ------- |
| Кількість осіб: | 275   | 278     |
| Різниця:        |       | +1,09 % |